# 中國信託綜合證券
中國信託綜合證券（簡稱中國信託證券）是一家位於台灣的證券公司，為中國信託金融控股公司的成員。

## 歷史
前身為1989年8月19日成立於高雄市的「寶成證券」，主要股東為寶成建設。
1997年，寶成證券改制為「寶成綜合證券」。2000年，中國信託商業銀行以新台幣15.8億元購買寶成證券97.99％之股權；2000年4月5日，寶成證券移交中國信託商業銀行經營，資本額擴充至新台幣35億元，同日也更名為「中信銀綜合證券」。
2002年中信金控成立後，中信銀綜合證券被納入成為中信金控的成員，並統一使用「中國信託」之名稱，更名為「中國信託綜合證券」，資本額擴充至新台幣50億元。2009年，資本額再擴充至新台幣53.6億元。而同屬和信集團的「中信綜合證券」（簡稱「中信證券」）為了避免名稱過於接近，則改以原先在海外使用的「凱基證券」為新名稱，並於2008年完成更名。
2014年12月，中國信託綜合證券總部遷入臺北市南港區中國信託金融園區，總部地址改為臺北市南港區經貿二路168號3樓。

## 外部連結
- 中國信託證券 （页面存档备份，存于）（繁體中文）